# Aire d'attraction de Saint-Mihiel
L'aire d'attraction de Saint-Mihiel est un zonage d'étude défini par l'Insee pour caractériser l’influence de la commune de Saint-Mihiel sur les communes environnantes. Publiée en octobre 2020, elle se substitue à l'aire urbaine de Saint-Mihiel, qui comportait 3 communes dans le zonage de 2010.

### Carte

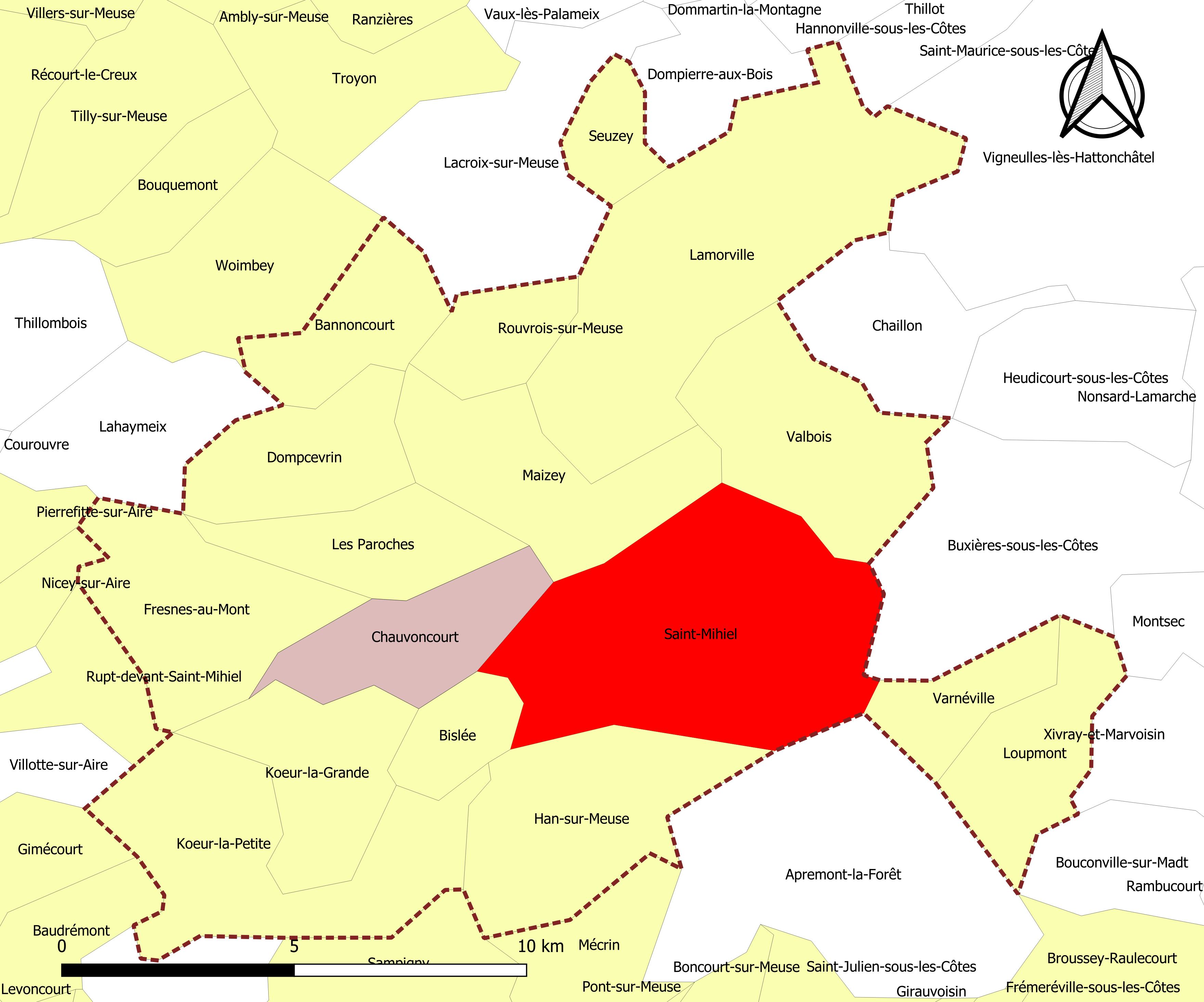
Carte de l'aire d'attraction de Saint-Mihiel.
Commune-centre
Commune du pôle principal
Commune de la couronne

## Définition
L'aire d'attraction d'une ville est composée d’un pôle, défini à partir de critères de population et d’emploi ainsi que d’une couronne constituée des communes dont au moins 15 % des actifs travaillent dans le pôle. Le pôle d’attraction constitue ainsi un point de convergence des déplacements domicile-travail,.

## Géographie
L’aire d'attraction de Saint-Mihiel est une aire intra-départementale qui comporte 17 communes dans la Meuse. 

### Composition communale
| Nom                           | Code Insee | Département | Statut                    | Superficie (km2) | Population (dernière pop. légale) | Densité (hab./km2) | Modifier                                    |
| ----------------------------- | ---------- | ----------- | ------------------------- | ---------------- | --------------------------------- | ------------------ | ------------------------------------------- |
| Saint-Mihiel (commune-centre) | 55463      | Meuse       | commune-centre            | 33,00            | 3 848 (2022)                      | 117                | modifier les données · modifier les données |
| Chauvoncourt                  | 55111      | Meuse       | commune du pôle principal | 10,04            | 432 (2022)                        | 43                 | modifier les données · modifier les données |
| Bannoncourt                   | 55027      | Meuse       | commune de la couronne    | 8,72             | 161 (2022)                        | 18                 | modifier les données · modifier les données |
| Bislée                        | 55054      | Meuse       | commune de la couronne    | 4,96             | 62 (2022)                         | 13                 | modifier les données · modifier les données |
| Dompcevrin                    | 55159      | Meuse       | commune de la couronne    | 10,93            | 369 (2022)                        | 34                 | modifier les données · modifier les données |
| Fresnes-au-Mont               | 55197      | Meuse       | commune de la couronne    | 15,89            | 164 (2022)                        | 10                 | modifier les données · modifier les données |
| Han-sur-Meuse                 | 55229      | Meuse       | commune de la couronne    | 17,22            | 269 (2022)                        | 16                 | modifier les données · modifier les données |
| Kœur-la-Grande                | 55263      | Meuse       | commune de la couronne    | 12,32            | 164 (2022)                        | 13                 | modifier les données · modifier les données |
| Kœur-la-Petite                | 55264      | Meuse       | commune de la couronne    | 20,33            | 254 (2022)                        | 12                 | modifier les données · modifier les données |
| Lamorville                    | 55274      | Meuse       | commune de la couronne    | 34,93            | 276 (2022)                        | 7,9                | modifier les données · modifier les données |
| Loupmont                      | 55303      | Meuse       | commune de la couronne    | 10,33            | 73 (2022)                         | 7,1                | modifier les données · modifier les données |
| Maizey                        | 55312      | Meuse       | commune de la couronne    | 14,91            | 159 (2022)                        | 11                 | modifier les données · modifier les données |
| Les Paroches                  | 55401      | Meuse       | commune de la couronne    | 10,24            | 415 (2022)                        | 41                 | modifier les données · modifier les données |
| Rouvrois-sur-Meuse            | 55444      | Meuse       | commune de la couronne    | 6,13             | 195 (2022)                        | 32                 | modifier les données · modifier les données |
| Seuzey                        | 55487      | Meuse       | commune de la couronne    | 4,61             | 85 (2022)                         | 18                 | modifier les données · modifier les données |
| Varnéville                    | 55528      | Meuse       | commune de la couronne    | 6,44             | 49 (2022)                         | 7,6                | modifier les données · modifier les données |
| Valbois                       | 55530      | Meuse       | commune de la couronne    | 17,09            | 95 (2022)                         | 5,6                | modifier les données · modifier les données |

## Démographie
Cette aire est catégorisée dans les aires de moins de 50 000 habitants, une catégorie qui regroupe 12,2 % de la population au niveau national,.